# Österreichische Judo-Damen-Mannschaftsmeisterschaft 2004
Die Österreichische Judo-Damen-Mannschaftsmeisterschaft 2004 ermittelte zum 23. Mal den Österreichischen Mannschaftsmeisters im Judo. Sie wurde vom Österreichischen Judoverband ausgetragen. Sieger war zum 4. Mal der Vereinsgeschichte der Samurai Wien.

## Tabelle
| Position | Mannschaft   | Ort          | Bundesland | Quelle |
| -------- | ------------ | ------------ | ---------- | ------ |
| 1        | Samurai Wien | Leopoldstadt | Wien       | [ 2 ]  |
| 2        |              |              |            | [ 2 ]  |
| 3        |              |              |            | [ 2 ]  |
| 4        |              |              |            | [ 2 ]  |

Stand: 2025-03-15